# Форстенридский лес
Форстенридский лес — обширный лес, расположенный на юго-западе Мюнхена, но невключённый в него. В прошлом территория леса была охотничьими угодьями королевской династии Виттельсбахов, имея важное значение в качестве источника сырья и питьевой воды. В настоящее время лес служит парком для отдыха и местом для многочисленных развлечений мюнхенского населения.

## Фауна
В лесу водятся такие звери, как лисы, барсуки, куницы, косули, хори, дикие кролики, белки и даже олени. В отличие от Эберсбергского леса на юго-востоке Мюнхена, в Форстенридском лесу не обитают муфлоны.
В общей сложности в лесу было найдено 56 видов птиц, том числе ястреб-перепелятник, ястреб-тетеревятник, воробьиный сыч, седой дятел, зелёный дятел, серая славка и обыкновенный жулан, а также некоторые виды, внесённые в Красную книгу. К амфибиям, обитающим в лесу, относится обыкновенная жаба.